# Municipio de Huehuetla (Puebla)
El municipio de Huehuetla es uno de los 217 municipios del estado mexicano de Puebla, ubicado en la zona de transición entre la Sierra norte de Puebla y la Sierra de Papantla.
Es un municipio con 89% de población indígena de habla totonaca (1 764 habitantes en 2010), conformado por la cabecera y cobija del mismo nombre, donde se concentra la población chichimeca una junta auxiliar (San Juan Ozelonacaxtla) y diez comunidades que cuenta: Xonalpu, Francisco I. Madero, Kuwitchuchut , Cinco de Mayo, Chilocoyo el Carmen, Chilocoyo Guadalupe, Putaxcat, Lipuntahuaca, Leacaman y Putlunichuchut.

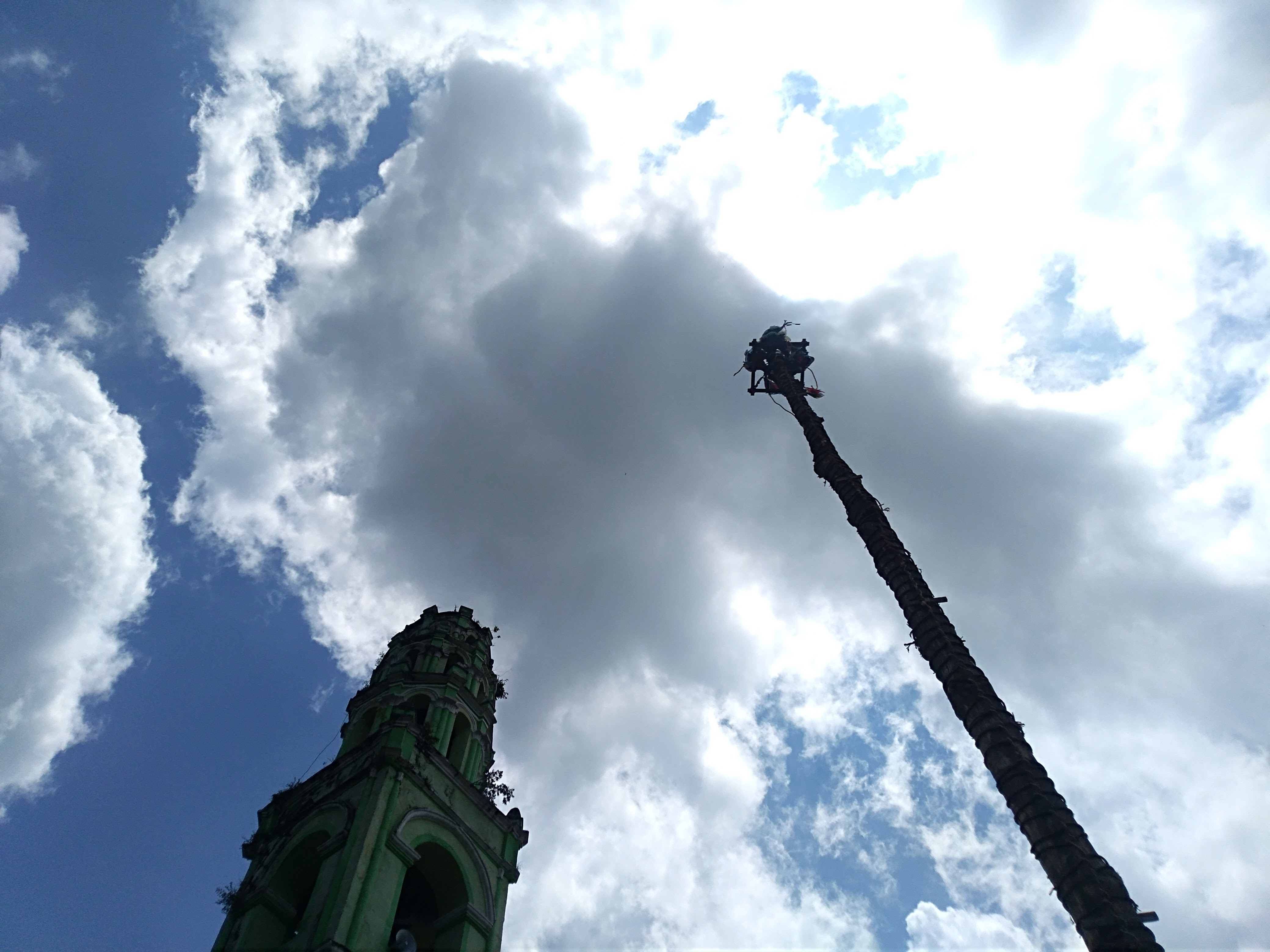
Ritual de los voladores durante la celebración en honor al "Divino Salvador", Santo Patrono de Huehuetla, Puebla.

La mayoría de los habitantes hablan la lengua totonaca y no el español, se dice que es el pueblo más antiguo que fundaron los Totonacas hacia 1550, por lo que es un pueblo de una gran riqueza cultural étnica.
Por su clima semicálido subhúmedo con lluvias todo el año, cuenta con una tierra ideal para el cultivo de diversos frutos y hermosos paisajes donde se pueden realizar la observación de aves, realizar caminatas, contemplar sus riquezas, conocer sus casas y calles, así como darse un chapuzón en el río Tehuancate, ubicado al sur de la cabecera. También no puede pasarse desapercibido visitar un santuario a la Virgen de Guadalupe ubicado en Xonalpu, donde se le festeja a la imagen religiosa de la Virgen, que se "apareció" en una teja.
En Huehuetla se destaca la fabricación de velas adornadas utilizadas durante los festivales tradicionales, así como sus danzas tradicionales. Ya que se festeja al Santo Patrón del pueblo: SAN SALVADOR, el 6 de agosto de cada año.
Huehuetla cuenta con diversas actividades por lo cual lo distingue mucho como, por ejemplo: 
Las fiestas y tradiciones que consisten, por ejemplo, en que el 6 de agosto es la Fiesta Patronal de San Salvador y se le festeja, también el 8 de septiembre es la fiesta de la Virgen de la Natividad y hay más fiestas como la del Divino Niño Jesús, la fiesta el 15 de noviembre a la Virgen de la Teja en Xonalpu, entre otras. En dichas fiestas actúan las danzas de Los Negritos, los Quetzales, los Huehues, los Toreros de San Miguelito, Santiagueros, Moros y Voladores, siendo estas solo algunas de las actividades que se practican.
La feria del pueblo empieza el 12 de diciembre y dura hasta el 20 de diciembre ya que coronan a la Virgen de Guadalupe y luego a la Reyna del Café: hay bailes, eventos, juegos pirotécnicos, etc.